# Ходжикентська ГЕС
Ходжикентська ГЕС — гідроелектростанція в Узбекистані. Знаходячись між Чарвакською ГЕС (вище по течії) та Газалкентською ГЕС, входить до складу каскаду на річці Чирчик, правій притоці Сирдар'ї (басейн Аральського моря).
У межах проєкту річку перекрили земляною греблею висотою 40 метрів, яка утворила водосховище з об'ємом 31 млн м3 (корисний об'єм 9 млн м3).
Пригреблевий машинний зал обладнали трьома турбінами типу Каплан потужністю по 55 МВт, які використовують напір у 34 метри та забезпечують виробництво 560 млн кВт·год електроенергії на рік.